# Katarina Srebotnik
Katarina Srebotnik (født 12. marts 1981 i Slovenj Gradec) er en professionel slovensk tennisspiller.
Hun har været med til at vinde Qatar Ladies Open to gange i double. 

## Grand Slam-titler
Australian Open:
- Mixeddouble 2011 (sammen med Daniel Nestor)

 French Open:
- Mixeddouble 1999 (sammen med Piet Norval)
- Mixeddouble 2006 (sammen med Nenad Zimonjić)
- Mixeddouble 2010 (sammen med Nenad Zimonjić)

 US Open:
- Mixeddouble 2003 (sammen med  Bob Bryan)